# EniChem
EniChem è la denominazione assunta nel 1983 dalla nuova azienda petrolchimica del gruppo Eni, che aveva assorbito le principali attività di EniChimica S.p.A. la quale, dal 1981, gestiva le società del gruppo Anic e le acquisite.

## Storia

### Origini
Enrico Mattei era entrato nel mondo chimico non solo per completare il ciclo dei derivati del petrolio e del metano, ma anche per potere avere un'attività con una larga base occupazionale.
La chimica in Italia era dominata dapprima dalla Montecatini, e, dopo la fusione con la Edison, dalla Montedison. Mattei, avvalendosi della grande disponibilità di metano e di risorse finanziarie cospicue, date dalla cosiddetta rendita metanifera, creò per l'Anic grandi complessi industriali; il più importante era a Ravenna. Per il polo siciliano l'iniziativa era incentrata a Priolo e a Gela, sia per sfruttare giacimenti petroliferi di una qualità poco adatta per i carburanti per l'autotrazione, sia per affrontare, se non per risolvere, i gravissimi problemi occupazionali della Sicilia sud-orientale. L'EniChem si assunse anche i pesi, non sempre facili, delle residue attività chimiche del gruppo SIR-Rumianca e Liquichimica, con gli impianti prevalentemente in stato di dismissione.
Infatti, secondo la ricostruzione di Vittorio Mincato nella sua audizione alla Camera dei deputati dell'11 marzo 2002, dai due poli Anic del 1958 (Ravenna - fertilizzanti prima e gomme poi, Gela - raffineria e petrolchimico per la produzione di materia plastiche) si passa alla costruzione o all'acquisto degli impianti di Pisticci, Manfredonia, Terni, Ragusa, Sarroch e Ottana per sfruttare le agevolazioni della Legge per il Mezzogiorno. Infine, arrivano anche gli stabilimenti Sir e Liquichimica affidati per legge ad Eni nel 1980 (Porto Marghera, Ferrara, Ravenna, Porto Torres, Augusta) nonché alcuni siti di Montedison (Priolo).

### L'operazione Enimont
Un primo tentativo fu la razionalizzazione dei settori con Montedison, con scambi di impianti, il secondo, nettamente più deciso fu l'Enimont, una fusione su base paritetica (40%+40%) con il restante 20% lasciato al mercato. Lo scioglimento del nodo della proprietà, dopo un primo momento in cui sembrava affermarsi il ruolo di Raul Gardini fu quello dell'affermarsi del socio Eni e quindi della denominazione EniChem; fallì quindi, in poco tempo, il periodo Enimont.

### Il piano di riordino
Archiviata l'esperienza Enimont, EniChem deve affrontare una diminuzione del prezzo delle materie plastiche (dettata dalle nuove capacità produttive realizzate alla fine degli anni 80, sia delle crescenti importazioni di prodotti provenienti dall'Est Europa e dall'Oriente ), una crisi congiunturale, l'alto indebitamento fino ad allora tenuto sotto controllo dal margine operativo positivo e i pesi degli stabilimenti di cui sopra. Pertanto, produce un riassetto delle attività organizzative, non solo per ridurre i costi fissi, dismettere gli impianti non economici, semplificare i processi decisionali ma anche per adeguarsi alla sensibilità che scopriva i gravissimi problemi ecologici. Presentò nel 1991 un piano di ristrutturazione che, sostenuto dalla forte propensione alla privatizzazione lanciata dagli allora governi Amato prima e Ciampi poi, puntava tutto ed esclusivamente sul semplice risanamento del conto economico attraverso:
un consolidamento delle produzioni relative ai cicli dell'etilene, delle materie plastiche e delle gomme; l'uscita della società dalla chimica secondaria e fine e dal settore delle tecnofibre, gestita dalle controllate EniChem Synthesis, EniChem Augusta ed EniChem Fibre; riduzione globale dei costi.
L'EniChem, per essere piazzata sul mercato, aveva bisogno di proseguire con risolutezza la linea del risanamento. Alla guida si era installato Vittorio Mincato che senza esitazioni ha operato tagli occupazionali e produttivi, vendendo ad operatori privati, anche di livello internazionale, singole aree di business. Ad esempio le attività di produzione dei fertilizzanti è stata acquisita dalla Norsk Hydro, il gigante di origine norvegese diventato quasi monopolista del settore in Europa. Come già detto, tutti gli stabilimenti EniChem Synthesis e EniChem Augusta (relativi alla chimica secondaria e fine) sono stati ceduti nel corso dei primi anni novanta a società straniere, facendo perdere al gruppo importanti esclusive e produzioni che deteneva fino a quel momento. Enichem passa così da 30.640 addetti nel 1993 ai 12.800 circa nel 2001.
Nello stesso tempo i problemi ecologici diventano gravi e in alcuni siti drammatici così come i processi per le morti e le lesioni permanenti di cui si attribuisce la responsabilità a lavorazioni industriali.

### Da EniChem a Syndial
EniChem, divenuta il 1º gennaio 1996 EniChem Società di Partecipazioni S.r.l. e il 1º gennaio 1999 EniChem S.p.A., abbandona agli inizi del XXI secolo la vecchia denominazione per assumere quella di Syndial S.p.A.

### Le società controllate
Le molteplici attività produttive del gruppo portarono l'EniChem alla creazione di società subordinate, divise e specializzate per settore merceologico e produttivo:
- EniChem Agricoltura: prodotti per l'agricoltura (fertilizzanti, ammoniaca, ecc.).
- EniChem Anic: prodotti petrolchimici e chimici primari (cloro-soda[non chiaro], etilene, benzene, toluene, dicloroetano, ecc.).
- EniChem Augusta: prodotti per la detergenza.
- EniChem Elastomeri: elastomeri (co-polimeri di stirene e butadiene, poliolefine e co-poliesteri, ecc.).
- EniChem Fibre: tecnofibre, intermedi per materie plastiche (acido tereftalico, ecc.).
- EniChem Polimeri: materie plastiche (polietilene, PVC, ecc.)
- EniChem Synthesis: prodotti chimici secondari organici e inorganici (cloro-soda[non chiaro], tetracloruro di carbonio, DDT, acido clorosolforico, ecc.).
- EniChem Tecnoresine: resine chimiche.